# Famille Courlet de Vregille
La famille Courlet de Vregille, anciennement Courlet, est une famille subsistante de la noblesse française originaire de Franche-Comté. La branche aînée Courlet de Boulot étant éteinte depuis 1862, seule subsiste la branche cadette de Vregille.
Elle compte parmi ses membres des baillis des terres des princes d'Orange en Franche-Comté, des conseillers au parlement de Besançon et des conseillers-maîtres en la chambre des comptes de Dole.

## Histoire

### Origines
La famille Courlet est originaire du bourg de Liévremont d'où elle vint au XVIe siècle se fixer à Pontarlier. Son premier auteur connu, Hugues Courlet, était en 1527 procureur de la seigneurie de Lièvremont pour les princes d'Orange.
La filiation suivie remonte à Claude Courlet, qualifié selon les sources de « bourgeois de Pontarlier en 1579 » et de « noble Claude Courlet, licencié es lois ».
Nicolas-Antoine Labbey de Billy  dans son Histoire de l'Université du Comté de Bourgogne (1815) fait remonter la filiation de cette famille à « noble Claude Courlet, (vivant à la fin du XVIe siècle), licencié ès lois, bailli général des terres du prince d'Orange » en Franche-Comté. La qualification de « noble » est très souvent portée en Franche-Comté par les docteurs ès droit à titre d'honneur sans pour autant qu'ils aient les privilèges de la noblesse.
En 1678, la famille Courlet n'avait pas de principe de noblesse reconnu car elle obtint à cette date une autorisation de posséder en fief (autorisation que devaient demander les roturiers pour posséder en fief) pour la seigneurie de Boulot, (Permission de tenir bien en fief au sieur Alexandre Courlet, avocat ).
Le premier à porter la qualité d'écuyer, réservée à la noblesse, fut Alexandre Courlet, seigneur de Boulot et de Vregille, après avoir acquis la charge anoblissante de conseiller au parlement de Besançon le 7 septembre 1704.
Colette Brossault dans Les intendants de Franche-Comté  écrit : « Claude François Courlet, seigneur du Boulot, subdélégué de Pontarlier en 1696 et 1697, ne devient noble que par la mort de son père acquéreur d’un office de conseiller au parlement, et par l’achat qu’il fait lui-même d’une charge de conseiller à la chambre des comptes de Dole en 1698. ».
Roger de Lurion dans le Nobiliaire de Franche-Comté (1890) fait remonter la filiation de cette famille à Claude Courlet, « bourgeois de Pontarlier en 1579 ».
Gustave Chaix d'Est-Ange écrit : « Ce Claude Courlet peut avoir été le même personnage qu'un Claude Courlet, de Lièvremont, qui dans un acte d'août 1579 est qualifié notaire, homme sujet et originel mainmortable de Sa Majesté à cause de sa seigneurie de Lievremont. Un tableau généalogique conservé dans le Nouveau d'Hozier ne donne la filiation que depuis noble Claude Courlet, demeurant à Pontarlier, qui obtint des lettres de docteur es droits le 31 décembre 1625 ».
En 1592 Claude Courlet (1521-1613) est tabellion général (notaire) au Comté de Bourgogne.
En 1609 Jean Courlet, procureur postulant au ressort de Pontarlier est également qualifié  de « bourgeois de Pontarlier ».
F. de Saint-Simon donne pour principe de noblesse à cette famille la charge de conseiller au parlement de Besançon le 7 septembre 1704 et indique qu'elle obtint une permission de tenir en fief en 1678.
Selon Régis Valette, la famille Courlet de Vregille fut anoblie au XVIIIe siècle par des charges occupées au parlement de Besançon.
L'ouvrage Grands notables du Premier Empire (Jura, Haute-Saône, Doubs) (1979) indique également que la famille Courlet de Vregille a été anoblie en 1704 par l'achat d'une charge de conseiller au parlement et précise : « L'anoblissement avait été précédé, à la fin du XVIIe siècle, par l'achat des seigneuries de Boulot et de Vrégille ».
La famille Courlet se divisa au début du XVIIIe siècle en deux branches dites « Courlet de Boulot » (ainée, éteinte en 1862) et « Courlet de Vregille » (cadette, subsistante).

### Bailli général des terres des princes d’Orange au comté de Bourgogne
Quatre générations de membres de la famille Courlet furent nommés à l'office de bailli général des terres et seigneuries des princes d'Orange au comté de Bourgogne de 1579 à 1668.[réf. nécessaire]

### Conseiller au parlement de Besançon et en la chambre des comptes de Dole
Plusieurs membres de la famille Courlet furent pourvu de charges anoblissantes au parlement de Besançon et en la chambre des comptes de Dole.[réf. nécessaire]

## Filiation

### Souche commune
- Claude Courlet (1521-1613), licencié ès lois, tabellion général (notaire) au comté de Bourgogne, bailli général des terres du prince d’Orange au comté de Bourgogne en 1579, marié à Henriette Cécile.
- Jean Courlet (1569-1648) (son fils), bourgeois de Pontarlier, juge audit Montbenoit, et procureur postulant au ressort dudit Pontarlier[9], recteur de l’Université du comté de Bourgogne (1594), tabellion général (notaire) au comté de Bourgogne et bailli général des terres du prince d’Orange au comté de Bourgogne en 1601. Marié en premières noces Anne Favrot et en secondes noces en 1603 à Claudine Cécile.

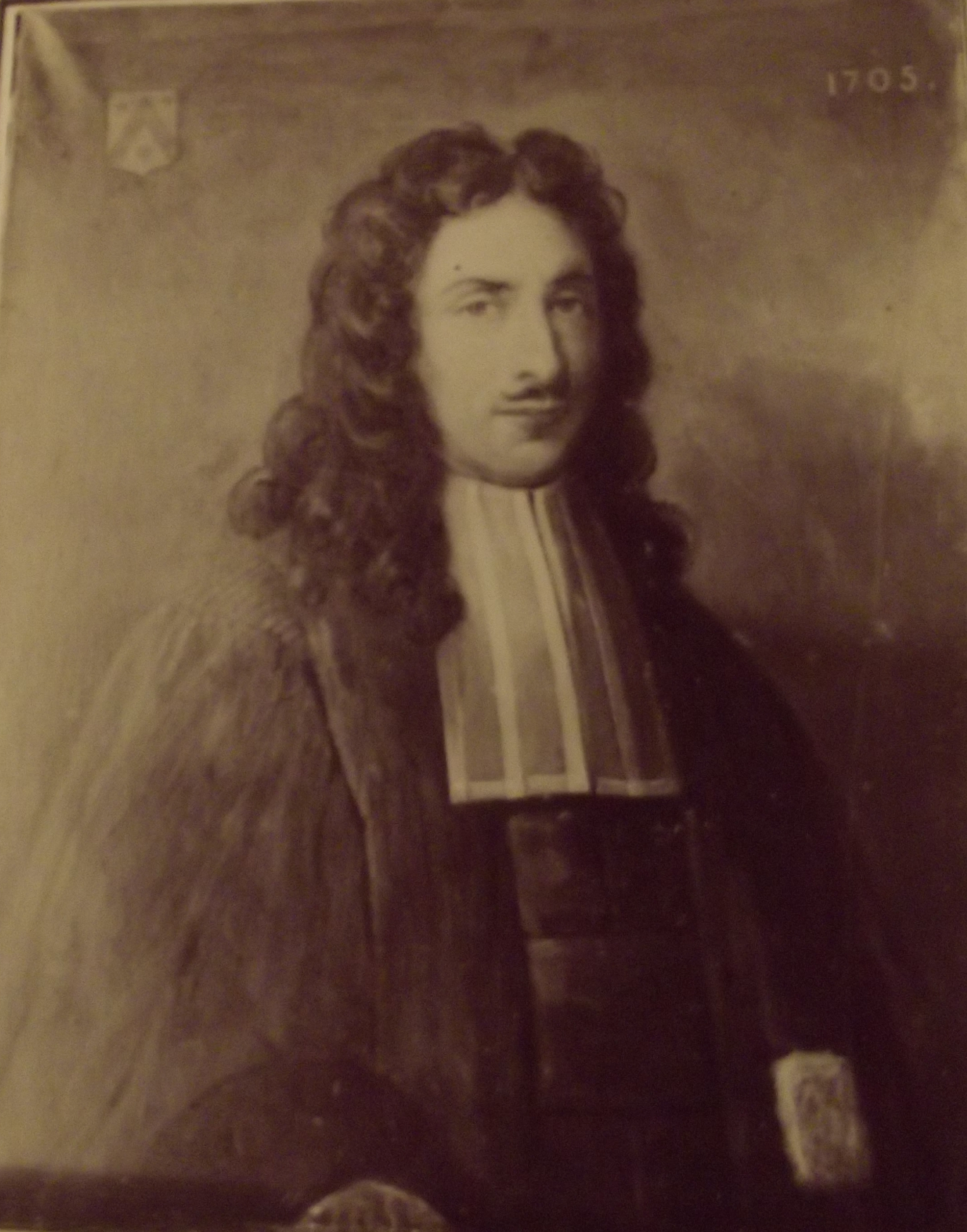
Alexandre Courlet (1647-1720)

- Claude Courlet (1604-1668) (son fils), docteur ès droits en 1625, maire et capitaine châtelain de la ville de Pontarlier, avocat au parlement de Dole en 1626, bailli des terres du prince d’orange au comté de Bourgogne en 1649, marié en 1631 à Christine Comte. Alexandre Courlet (1647-1720)
- Alexandre Courlet (1647-1720) (son fils), seigneur de Boulot et de Vregille, bailli général des terres du prince d'Orange au comté de Bourgogne, conseiller au parlement de Besançon le 7 septembre 1704, marié en 1669 avec Marie Colombe Meillardet, arrière-petite-fille d'Otto van Veen[13].
- Alexandre François Courlet (1684-) (son fils), écuyer, seigneur de Boulot et Vregille, bailli des terres du prince d’Orange en 1668, échevin de Besançon, conseiller au parlement de Besançon le 9 janvier 1715, conseiller honoraire le 30 décembre 1748, marié en 1713 à Thérèse Françoise Mareschal  de Longeville.

### Branche aînée Courlet de Boulot (éteinte en 1862)
- Claude François Courlet (1723-1807), (fils du précédent), écuyer, seigneur de Boulot, conseiller au parlement de Besançon, marié à Françoise Elizabeth de Raymond. Auteur de la branche du Boulot éteinte en 1862.
- François Désiré Mathieu Courlet de Boulot (fils du précédent), exécuté à Paris le 9 thermidor an II pour "fidélité au roi" et inhumé à Picpus[14].
- Théophile Constance Courlet de Boulot (1767-1848) (frère du précédent), chevalier de Saint-Louis, avocat à Besançon (1789), peintre miniaturiste. Il sortit de France avec les princes en 1791 et se réfugia en Suisse où, pour vivre, il mit à profit son talent de miniaturiste dans les principales familles de Berne et de Lausanne. Il voyagea par la suite en Italie, en Sicile, en Allemagne et en Russie. À Munich, il fut admis aux fêtes de la Cour et fit les portraits des princesses et des plus grandes dames de la ville. Il revint à Besançon où il décora des églises, puis se retira à Boulot. En 1807 il devint membre de l’Académie des sciences, belles-lettres et arts de Besançon et de Franche-Comté[15]. Il épousa en 1791 Céleste Courlet de Vregille, sa cousine germaine,
- Alexandre Théophile Courlet de Boulot (1793-1862) (fils du précédent). Après être entré au 4e régiment des gardes d’honneur en 1813, fut garde du corps du roi. Il fit les campagnes de 1813 et 1814 et accompagna le roi Louis XVIII à Béthune. Au moment de son mariage, en 1826, avec Stéphanie Le Bas du Plessis (1805-1863), il est adjudant-major des gardes du corps du roi. N'ayant aucun héritier mâle, la branche Courlet de Boulot s’éteignit à sa mort, en 1862.

### Branche cadette Courlet de Vregille (subsistante)

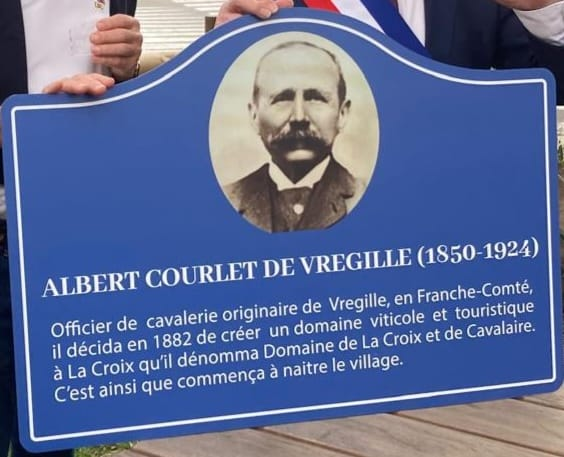
Plaque en l'honneur d'Albert Courlet de Vregille, La Croix-Valmer, 2024.

- François Désiré Courlet, seigneur de Vregille (1732-1808), écuyer, fut lieutenant colonel d’artillerie, directeur-adjoint des forges de l'artillerie de Franche-Comté, Lorraine, Champagne et des Trois-Évêchés et enfin major, puis directeur général des forges de l'artillerie de l'Est sous Louis XVI[16]. Chevalier de Saint-Louis, il fut reçu aux États de Franche-Comté, dans la Chambre de Noblesse, en 1781. Il fut l'auteur de découvertes et de travaux sur la balistique, les effets et la composition de la poudre et des projectiles et de différents traités concernant les signaux de guerre, l’attaque et la défense des places et, surtout, l’artillerie montée. Entre autres, il fut l’auteur d’une pièce de canon se chargeant par la culasse et d’une cuirasse impénétrable à la balle. Des influences de cour empêchèrent François Désiré de prendre la succession de Gribeauval, que Louis XVI voulait lui accorder, ce qui recula d'un siècle les innovations capitales qu'il eut introduites dans son arme[17]. Il épousa en 1763 Marie Anne Charlotte de Tabouret de Crespy et fut l'auteur de la branche Courlet de Vregille, subsistante.
- Mansuit Courlet de Vregille (1767-1847) (son fils), fut le condisciple  de Bonaparte à l’école de Brienne[18]. Il subit une détention de quatorze mois sous la Révolution et avait dû renoncer à l’état ecclésiastique. Il fut capitaine au corps royal du génie et maire de Vregille. Il épousa en 1794 Victorine Droz des Villars, fille de l’historien Eugène Droz. Joseph Courlet de Vregille et son cheval Grand Manitou, avant la finale de dressage lors des Jeux Olympiques de 1920 à Anvers

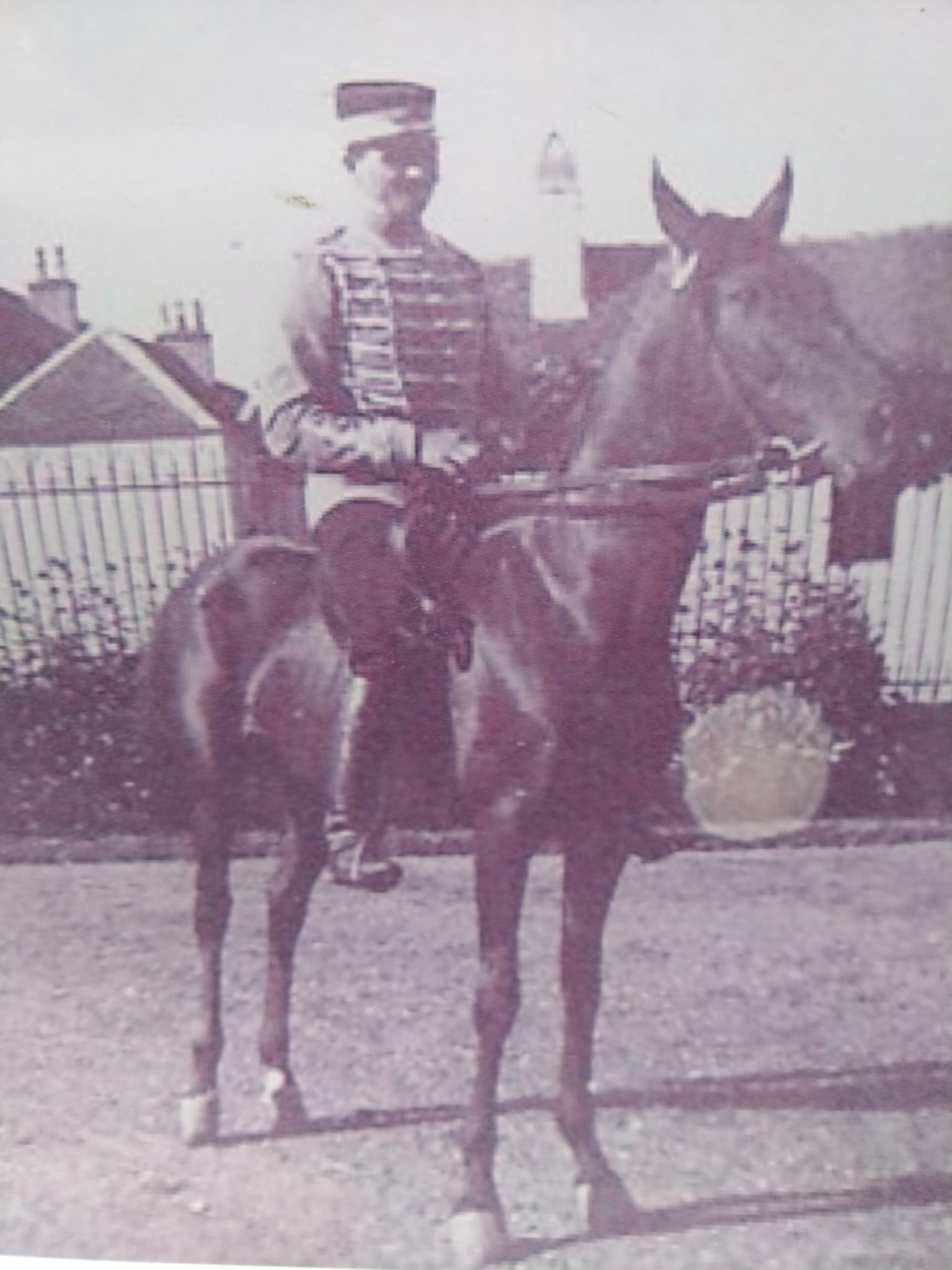
Joseph Courlet de Vregille et son cheval Grand Manitou, avant la finale de dressage lors des Jeux Olympiques de 1920 à Anvers

- Auguste Courlet de Vregille (1804-1883) (son fils), fut chevalier de la Légion d’honneur (1869) et président de la Cour d’Appel de Besançon. Ses succès au collège royal de Besançon furent si brillants qu’un rapport fait au roi par le recteur de l’Académie lui fit décerner, à l’âge de 10 ans, la décoration du Lys. Artiste, il garda toute sa vie une activité de peintre ; très vite, ses conseils et ses suffrages comptèrent, dans les expositions, parmi les plus compétents et les plus éclairés de la province. Il fut ainsi membre de la Commission de surveillance de l’école de dessin de Besançon et de l’École des Beaux-Arts, ainsi que du musée de cette ville. Mais la société pour laquelle il manifesta le plus d’intérêt fut la Société de Secours et de Patronage, dont il fut l’administrateur le plus dévoué et le plus actif[19]. Il épousa Marie Valentine de La Chapelle en 1841. Arnaud Courlet de Vregille, lors de la remise du prix Xavier de Vregille de l'Hippodrome de Nancy-Brabois

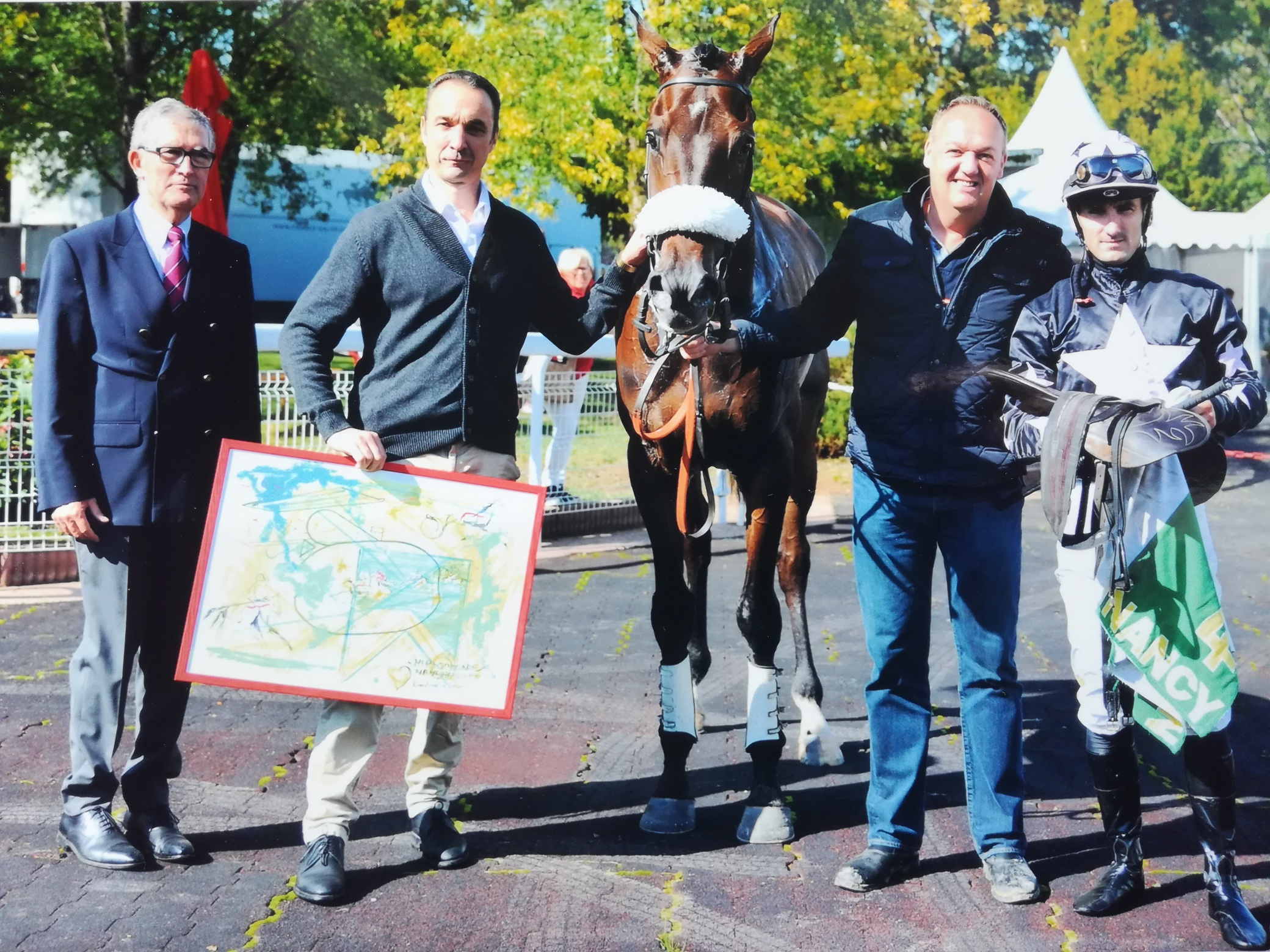
Arnaud Courlet de Vregille, lors de la remise du prix Xavier de Vregille de l'Hippodrome de Nancy-Brabois

- Albert Courlet de Vregille (1850-1924) (son fils), reçu à Saint-Cyr, il en sortit sous-lieutenant au 2e Hussards, en 1870, fit toute la campagne, puis tint garnison en différentes villes. Nommé au 17e Chasseurs, à Saint-Germain-en-Laye, en 1874, il passa capitaine au 9e Hussards à Versailles et donna sa démission en 1878.Il s'installe en 1899 à Vregille où il restaure le château et rétablit le culte religieux dans l'église du village. Il est connu pour avoir été à l'origine de la fondation de la commune de La Croix-Valmer[20],[21].
- Joseph Courlet de Vregille (en) (1878-1949) : cavalier pour l’équipe de France aux Jeux Olympiques de 1920 avec son cheval Grand Manitou (Concours complet - individuel et par équipes[22]).
- Bernard Courlet de Vregille (1915-2011) : jésuite, docteur en histoire, médiéviste, latiniste, auteur-collaborateur de nombreux ouvrages aux Sources chrétiennes[23].
- Arnaud Courlet de Vregille (en) (1958-), artiste peintre (Jacques Rittaud-Hutinet et Chantal Leclerc, Encyclopédie des Arts en Franche-Comté, 2004).

## Armes
Longtemps avant son arrivée aux charges parlementaires la famille Courlet avait des armoiries. Elles étaient gravées avec la date 1525 sur une maison qu'elle possédait à Lièvremont.
En 1696, La famille Courlet fait enregistrer son  blason à l'Armorial général de France. Elle porte :  D'azur au chevron accompagné en chef de deux étoiles et en pointe d'un cœur, le tout d'or.[réf. nécessaire]

## Possessions

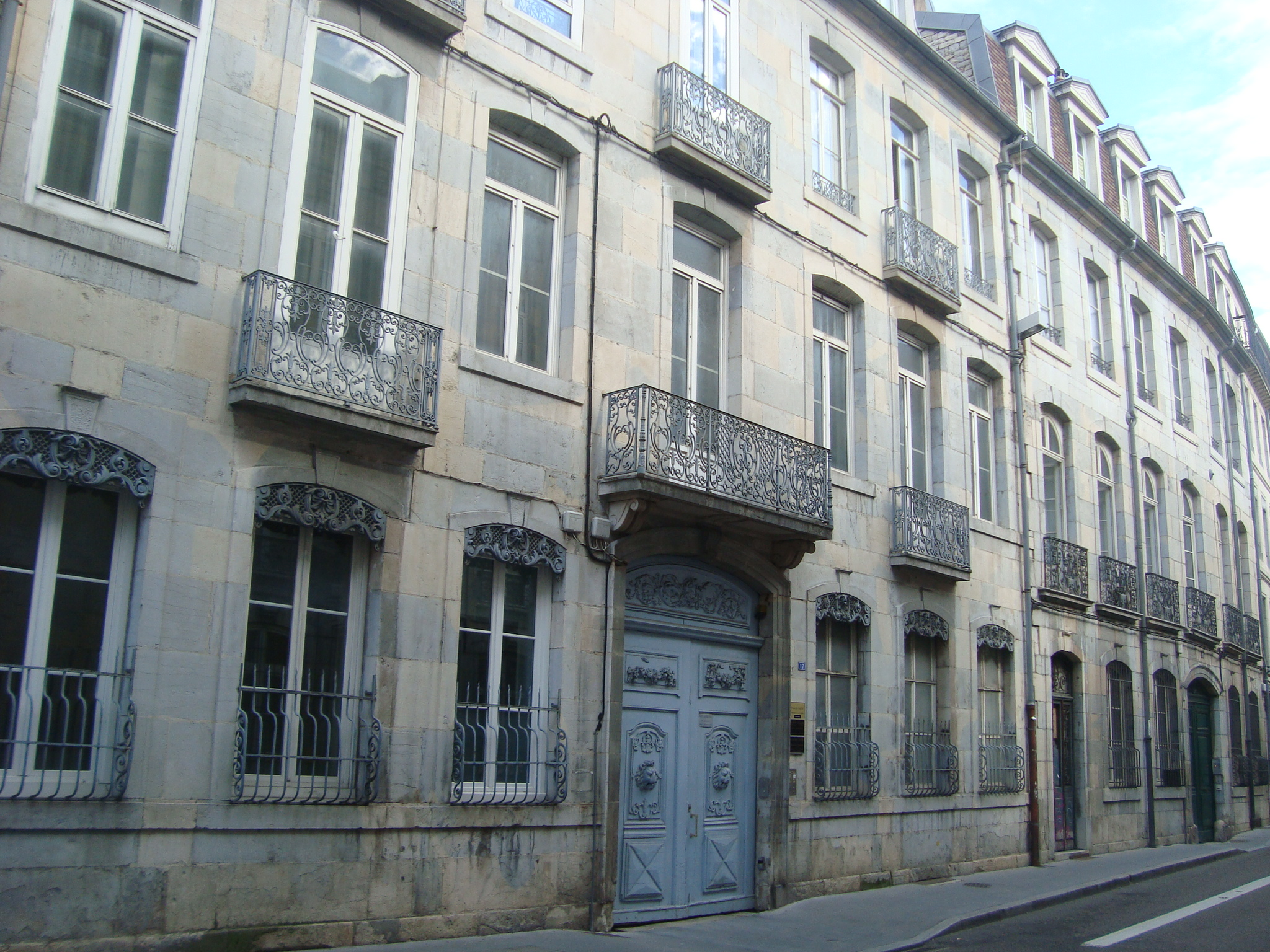
Hôtel Courlet de Boulot, à Besançon
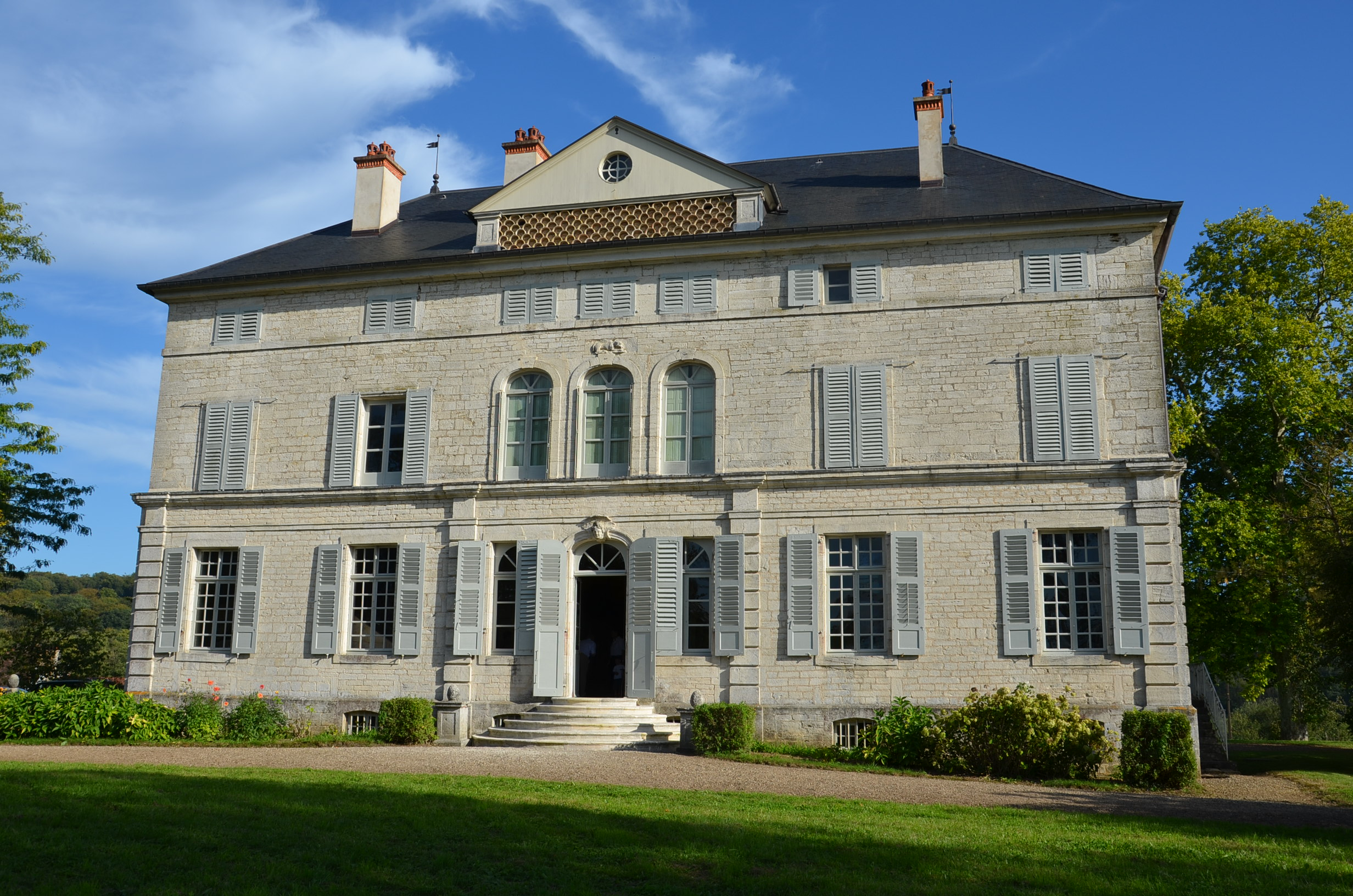
Château de Boulot
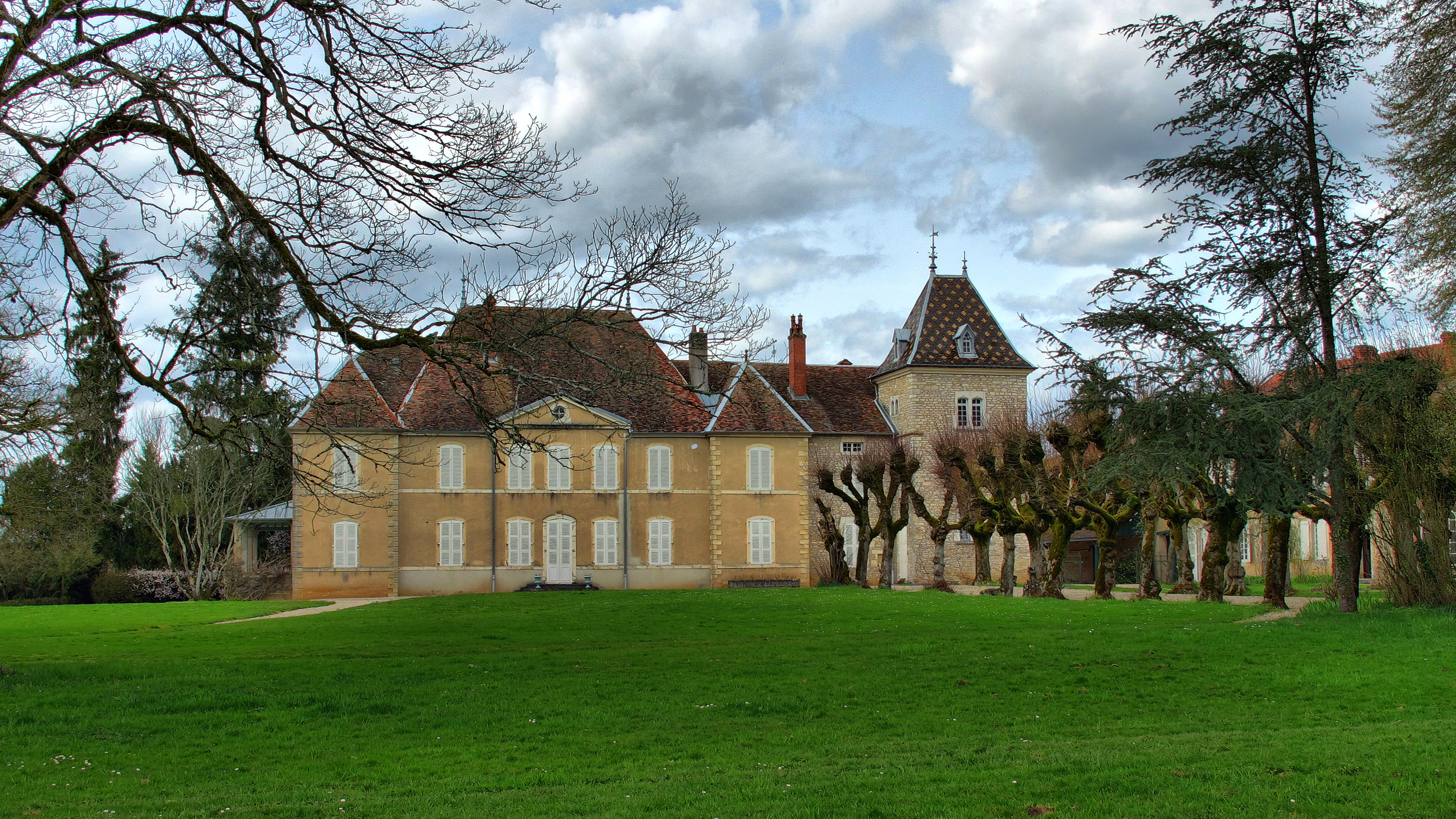
Château de Vregille

## Alliances
Les principales alliances de la famille Courlet de Boulot et de Vregille sont : Cécile, Favrot, Comte, Meillardet, Mareschal de Longeville, d'Agay, de Raymond, de Tabouret de Crespy, Droz, Compagny de Courvières, le Bas du Plessis, de Bancenel, Durand de Gevigney, Castellain de Lispré, Arnoux de Corgeat, Passerat de La Chapelle, Huet de Charmoille, de Beaurepaire, de La Chapelle d'Uxelles, d'Orival de Miserey, Lefebvre de Saint-Germain.